# Wild C.A.T.S: le commando galactique
Wild C.A.T.S : le commando galactique (Wild C.A.T.S.: Covert Action Teams) est une série télévisée d'animation américano-canadienne en treize épisodes de 23 minutes, développée par Bob Forward et David Wise et diffusée entre le 1er janvier et le 21 octobre 1994 sur le réseau CBS.
Au Québec, la série a été diffusée à partir du 8 septembre 1997 sur Télétoon, et en France, la série a été diffusée en 1996 sur Canal+.

## Synopsis
Créée d'après la bande dessinée et la série de livres éponyme de Jim Lee, la série suit les aventures des WildCATS, équipe de super-héros impliquée dans une guerre entre races d'aliens ennemies.

## Fiche technique
- Titre original : Wild C.A.T.S.: Covert Action Teams
- Titre français : Wild C.A.T.S : le commando galactique
- Production : Jim Lee, Michael Hirsh, et Toper Taylor
  - Producteur délégué : Hasmi Giakoumis
- Musique: Ray Parker, Tom Szczeniak
- Sociétés de production : Nelvana, Wildstorm Productions
- Société de distribution : Nelvana
- Chaîne d'origine : CBS
- Pays d'origine :  États-Unis,  Canada
- Langue originale : anglais
- Genre : Animation
- Durée : 23 minutes

## Voix

### Doublage anglophone
- Denis Akiyama : Dockwell
- Paul Mota : Maul
- Roscoe Handford : Zealot
- Janet-Laine Green : Void
- Ruth Marshall : Voodoo
- Sean McCann : Jacob Marlowe
- Dean McDermott : Warblade
- Colin O'Meara : Grifter
- Rod Wilson : Spartan, Mister Majestic
- Maurice Dean Wint : Helspont
- Addison Bell : Slag
- Colin Fox : Pike
- David Hemblen : Commander
- Dan Hennessey : H.A.R.M.
- Lorne Kennedy : Karillion
- Jim Millington : Zachary Forbes
- Kristina Nicholl : Artemis
- Dave Nichols : Attica
- Bob Zidel : Professor Stone

### Doublage français
- Gérard Surugue : Jacob Marlowe, Lord Emp, Majestic
- Bernard Tiphaine : Cole Cash, Griffer
- Thierry Ragueneau : Hardrian, Spartan
- Denis Laustriat : Reno Bryce, Warblade (Mégalame)
- Dominique Dumont : Voild, Lady Zannah, Zealot, Providence
- Blanche Ravalec : Priscilla Kitaen, Voodoo, Artemis
- Georges Lycan : Dr Jeremy Stone, Maul, Pike

Source : Planète Jeunesse

## Épisodes
1. Un nouveau dans l'équipe (Dark Blade Falling)
2. Un cœur de fer (Heart of Steel)
3. La Révolte des guerrières (Cry of the Coda)
4. Le Diable en tête (The Evil Within)
5. La Grande illusion (The Big Takedown)
6. Une vieille connaissance (Lives in the Balance)
7. Le Géant triste (Soul of a Giant)
8. Traître malgré lui (Betrayed)
9. Les Frères ennemis (Black Razor's Edge)
10. Si prêt, si loin (And Then There Were None)
11. Amour et violence (M.V.P.)
12. L'Ultime aventure [1/2] (Endgame [1/2])
13. L'Ultime aventure [2/2] (Endgame [2/2])